# تورانگدارا
تورانگدارا (به لاتین: Thoranegedara) یک منطقهٔ مسکونی در سری‌لانکا است که در استان شمال غربی، سری‌لانکا واقع شده‌است.